# Bauhinia tumupasensis
Bauhinia tumupasensis là một loài thực vật có hoa trong họ Đậu. Loài này được Rusby miêu tả khoa học đầu tiên.